# Кузнецов, Александр Александрович (1903—1944)
Александр Александрович Кузнецов (8 (21) февраля 1903 — 22 июня 1944) — русский советский журналист и писатель, корреспондент газеты «Известия».

## Биография
Родился 8 (21) февраля 1903 года в Ярославле в семье рабочего железнодорожника. С 16 лет работал на станции Ярославль.
С 1919 года — член РКСМ, много занимался общественной деятельностью: участвовал в работе народного дома имени К. Либкнехта, был редактором стенгазеты, организовал детский театр.
Был рабкором ярославской газеты «Северный рабочий».
В 1924 году по направлению ярославской губернской организации партии направлен на учёбу в московский Всесоюзный институт журналистики. По окончании стал заведующим отделом рабочей жизни «Северного рабочего».
С 1930 года работал в ТАСС. С 1935 года корреспондент газеты «Известия» по Ярославской и Ивановской областям (жил в Ярославле). В различных сборниках стали публиковаться его художественные очерки.
С августа 1941 года военный корреспондентом газеты «Известия». Писал из-под Старой Руссы, Ельни, Ржева, Москвы, Курска, Харькова, с Днепра. Герои его публикаций — реальные люди, от командира до рядового бойца, совершающие свой будничный ратный подвиг.
Погиб 22 июня 1944 года в ходе операции «Фрэнтик» при бомбёжке на военном аэродроме под Полтавой. По словам журналиста и член совета ветеранов Николая Колодина, который изучал биографию Александра Кузнецова: «на этом секретном аэродроме садились большие американские самолеты, которые назывались «летающие крепости». На аэродроме они их расставляли рядами. Наши специалисты им говорили об опасности такого расположения техники, что враг не дремлет. И как в воду глядели. 22 июня немцы осуществили массовый налет на аэродром. Американские самолеты были прекрасными мишенями. Когда первая группа «юнкерсов» улетела, Александр Кузнецов и ещё 2 корреспондента бросились к пулемёту, брошенному американской охраной аэродрома. И когда самолеты пошли на второй заход, они сбили первый же самолет прямо с бомбами. Но он упал прямо на них, и взорвался. Все трое корреспондентов погибли».
Похоронен в парке им. И. П. Котляревского в Полтаве в братской могиле с вместе с ним погибшими корреспондентами газеты «Правда» Петром Лидовым и Сергеем Струнниковым.

## Увековечивание памяти
Ярославский обком ВКП(б) принял решение сохранить его литературное наследие: личный архив был передан в Ярославский областной краеведческий музей, была создана комиссия по изданию его сочинений. Сразу после войны вышли его повести «Ювелиры» (о селе Красном Костромской области) и «Пошехонская новь» (о Пошехонье).
В 1966 году именем Кузнецова была названа улица в Ленинском районе Ярославля, на которой жила его вдова Тамара Андреевна.
Накануне 70-летия победы в Великой Отечественной войне было принято решение установить на доме № 1 на улице, носящей его имя, памятную доску. Акцию памяти поддержали главный редактор общенациональной газеты «Известия» Александр Потапов, Союз журналистов Ярославской области, ярославские средства массовой информации, городской Совет ветеранов. Торжественное открытие памятной доски на доме № 1 состоялось 24 апреля 2015 года.

## Сочинения
- Ювелиры. Пошехонская новь. Очерки. — Ярославль, Ярославское книжное издательство, 1956; М., Советская Россия, 1957 [2-е изд.].